# مایورکا
مایورکا (کاتالان: Mallorca) بزرگ‌ترین جزیره از جزایر خودمختار بالئاری در پادشاهی اسپانیا و هفتمین جزیره بزرگ در دریای مدیترانه است. بزرگ‌ترین شهر ‌و مرکز این جزیره، بندر پالما د مایورکا می‌باشد که پایتخت جزایر بالئاری نیز به‌شمار می‌رود.
مایورکا همچون دیگر جزایر بالئاری (مینورکا، ایبیزا و فورمنترا) یکی از مقاصد محبوب گردشگری به‌ویژه در میان هلندی‌ها، آلمانی‌ها و بریتانیایی‌ها است. فرودگاه پالما د مایورکا از پرترددترین فرودگاه‌های اسپانیا می‌باشد؛ به‌طوریکه در سال ۲۰۱۷ میلادی، ۲۸ میلیون مسافر در این فرودگاه بین‌المللی جابه‌جا شده‌اند.

## ریشه‌شناسی
واژه مایورکا از کلمه insula maior به‌معنای جزیره بزرگ‌تر در لاتین کلاسیک گرفته شده‌است که خود بعدها در لاتین قرون وسطی به‌شکل Maiorca به‌معنای بزرگتر در مقابل Menorca به‌معنای کوچک‌تر درآمده‌است که به جزیره مینورکا اشاره دارد. این واژه سپس در متون کاتالان به‌صورت Mallorca نگاشته شده و همین نوشتار بعدها به‌شکل معیار پذیرفته گردیده‌است.

## خصوصیات
مساحت این جزیره ۳۶۴۰ کیلومتر مربع است. مایورکا ۸۶۹٬۰۶۷ نفر جمعیت دارد و ۱٬۴۴۵ متر بالاتر از سطح دریا واقع شده‌است.